# Шешковци
Шешковци (серб. Шешковци) — населенный пункт в общине Лакташи, который принадлежит энтитету Республике Сербской, Босния и Герцеговина. По результатам югославской переписи населения 1991 года в Шешковцах проживало 412 человек.

## О городе
В Шешковцах в 2012 году проходили съемки фильма «Фальсификатор». Также в городе родился сербский актер Тихомир Станич, который снимался в фильме «Фальсификатор».

## Население
| 1961                           | 1971 | 1981 | 1991 | - | - | - |
| ------------------------------ | ---- | ---- | ---- | - | - | - |
| 631                            | 541  | 479  | 412  | - | - | - |
| Гистограмма динамики населения |      |      |      |   |   |   |